# Ruschia holensis
Ruschia holensis är en isörtsväxtart som beskrevs av L. Bol. Ruschia holensis ingår i släktet Ruschia och familjen isörtsväxter. Inga underarter finns listade i Catalogue of Life.